# Генрі Треверс
Генрі Треверс (англ. Henry Travers, уроджений Треверс Джон Хагерті (Travers John Heagerty); 5 березня 1874 — 18 жовтня 1965) — британський актор.

## Біографія
Народився графстві Нортамберленд на півночі Англії у ній доктора. Перш ніж стати актором, він навчався на архітектора в місті Бервік. Його акторська кар'єра стартувала 1894 року, і з її початку він часто грав персонажів набагато старше себя. В 1901 році Треверс дебютував на Бродвеї, але потім повернувся в Англію, де за наступне десятиліття створив собі успішну театральну кар'єру.
1917 року він знову виїхав до США, де продовжив успішні виступи на Бродвеї, а 1933 року дебютував на великому екрані у мелодрамі «Возз'єднання у Відні». У тому ж році він зіграв батька Глорії Стюарт у класичному фільмі жахів «Людина-невидимка». У наступні роки його головним амплуа на великому екрані були злегка незграбні, але доброзичливі й милі люди похилого віку в таких фільмах як «Перемогти темряву» (1939), «Висока Сьєрра» (1941), «Вогняна куля» (1941), «Тінь сумніву» (1943) та «Місіс Мінівер» (1942), за роль містера Балларда в якому актор був номінований на премію «Оскар».
Однак найвідомішою його роллю став добрий ангел-охоронець Кларенс Одбоді в класичній стрічці Френка Капри «Це прекрасне життя» (1946), який рятує героя Джеймса Стюарта від самогубства і показує йому, яке прекрасне життя насправді. Хоча після виходу на великі екрани ця стрічка провалилася у прокаті, пізніше вона стала головним фільмом Різдва в США, і щороку (починаючи з 1970-х) показується провідними телеканалами країни напередодні свята.
Першою дружиною актора була актриса Емі Форрест-Родос (1881—1954), шлюб з якою продовжився до її смерті в 1954 році. Незабаром він одружився з медсестрою Енн Дж. Мерфі (1899—1983). Останні роки він із дружиною провів у Каліфорнії, де помер від атеросклерозу у 1965 році у віці 91 року. Похований на цвинтарі Форест-Лаун у Глендейлі.

## Вибрана фільмографія
- 1933 — Возз'єднання у Відні / Reunion in Vienna
- 1938 — Сестри / The Sisters
- 1941 — Висока Сьєрра
- 1941 — Вогняна куля
- 1942 — Місис Мінівер